# Почкарь
Почкарь — река в России, протекает в Земетчинском районе Пензенской области. Левый приток Выши.

## География
Река Почкарь берёт начало примерно в 5 км к югу от села Морсово. Течёт на восток через сосновые леса. Устье реки находится у населённого пункта Крым в 72 км по левому берегу реки Выша. Длина реки составляет 11 км.

## Данные водного реестра
По данным государственного водного реестра России относится к Окскому бассейновому округу, водохозяйственный участок реки — Цна от города Тамбов и до устья, речной подбассейн реки — Мокша. Речной бассейн реки — Ока.
Код объекта в государственном водном реестре — 09010200312110000029867.